# 天主教錫薩克教區
天主教錫薩克教區（拉丁語：Dioecesis Sisciensis）是羅馬天主教以克羅地亞北部錫薩克為中心的一個教區，屬薩格勒布總教區。
轄區包括錫薩克-莫斯拉維納縣。2010年有教友173,714人，佔轄區總人口80.6%。教區下轄八十個堂區，有六十二名司鐸。現任教區主教為弗拉多·科希奇。教區成立3世紀，10世紀被撤銷。1999年恢復為領銜教區。於2009年12月5日正式恢復。